# Barata

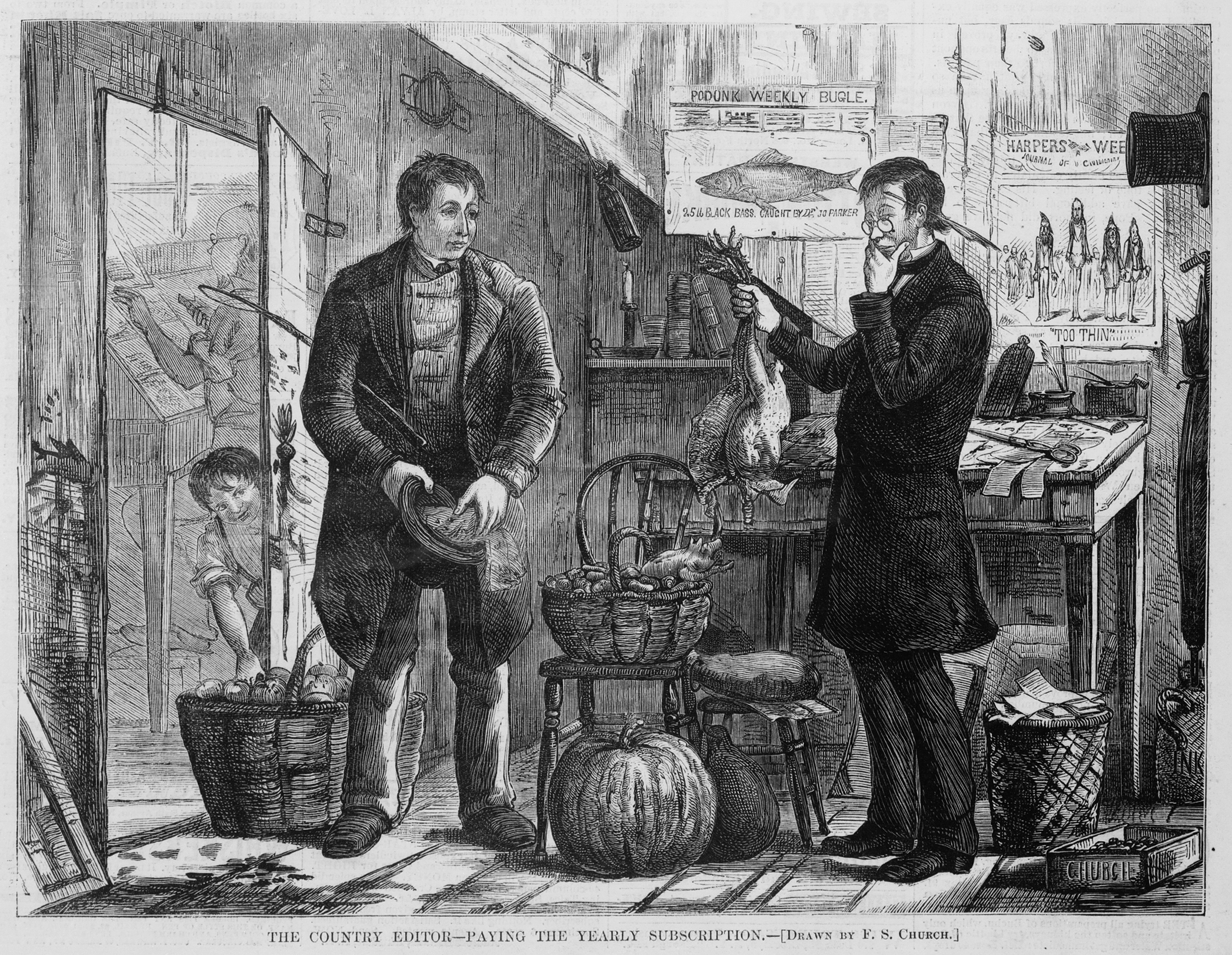
Una il·lustració de diari de 1874, de Harper's Weekly, amb un home que en una barata: ofereix diversos productes de granja a canvi de la seva subscripció de diari anual.

En l'àmbit del comerç, la barata, la permuta, el bescanvi o el troc és un sistema d'intercanvi en què els participants en una transacció intercanvien directament béns o serveis per altres béns o serveis sense fer servir un mitjà d'intercanvi, com ara diners.
Els economistes distingeixen entre la barata i les economies del regal de moltes maneres; la barata, per exemple, implica un canvi recíproc immediat, no ajornat en el temps. La barata normalment té lloc de manera bilateral, però pot ser multilateral (p. ex., mitjançant un intercanvi comercial). En la majoria de països desenvolupats, la barata normalment sols existeix en paral·lel a sistemes monetaris i de manera molt limitada. Els actors del mercat utilitzen la barata com a substitut dels diners com a mètode de canvi en temps de crisi monetària, com ara quan la moneda esdevé inestable (durant una hiperinflació o una espiral deflacionista) o simplement quan no n'hi ha de disponible per a comerciar.
No hi ha estudis etnogràfics que mostrin que cap societat del passat o actual hagi utilitzat primordialment la barata sense altres mitjans d'intercanvi o mesura, ni els antropòlegs han trobat proves que els diners emergissin de la barata; en canvi, han trobat que el mitjà més habitual d'intercanvi de béns i serveis ha estat la donació (crèdit atorgat de manera personal amb un balanç interpersonal mantingut a llarg termini; és a dir l'economia del regal). No obstant això, els economistes des dels temps d'Adam Smith (1723–1790) —posant com a exemples societats premodernes, sovint totalment imaginades— han utilitzat la ineficiència de la barata per a explicar l'aparició de l'economia, i de la mateixa disciplina de les ciències econòmiques.